# Rodions Kurucs
Rodions Kurucs (Cēsis, Letonia, 5 de febrero de 1998) es un jugador de baloncesto letón, que pertenece a la plantilla del Saski Baskonia de la Liga Endesa. Con 2,06 metros de estatura, su puesto natural en la cancha es el de alero.
Es hermano del también baloncestista Arturs Kurucs.

## Trayectoria deportiva
Es un jugador formado en la cantera del VEF Riga. En el Adidas Next Generation Tournament de Madrid del año 2015, torneo que reunía a los mejores jugadores del continente, fue uno de los destacados, junto con Luka Dončić. En la temporada 2014/15, ya jugó en el primer equipo del VEF Riga en la liga letona (LBL). 
En julio de 2015 fichó por el FC Barcelona, para que jugara en el filial blaugrana, el FC Barcelona B.
Fue elegido en la cuadragésima posición del Draft de la NBA de 2018 por los Brooklyn Nets.
Aún sin tener experiencia en la máxima competición en Europa (había jugador solo 59 minutos en la temporada 2017-18 con el FC Barcelona), el jugador da el salto a la NBA la temporada 2018-19. En diciembre de 2018 el jugador se estrena en el quinteto inicial de los Nets, y suma 15 puntos y 6 rebotes en la victoria de su equipo ante los Washington Wizards.
El 13 de enero de 2021, es traspasado a Houston Rockets en un acuerdo que involucra a cuatro equipos. Tras 11 encuentros en Houston, el 18 de marzo de 2021, es traspasado junto a P.J. Tucker a Milwaukee Bucks, a cambio de D.J. Augustin y D.J. Wilson. Fue despedido el 12 de mayo tras únicamente 5 encuentros con los Bucks.
El 7 de julio de 2021 firmó contrato por dos temporadas con el KK Partizan de la ABA Liga.
El 23 de agosto de 2022 firmó contrato por una temporada con Coosur Real Betis de la Liga ACB.  El 18 de diciembre rescindió su contrato, para firmar ese mismo día por el SIG Strasbourg de la LNB Pro A francesa.
El 29 de julio de 2023, se oficializa su contratación por UCAM Murcia CB para un año, donde disputará la Liga ACB y la Champions Basketball League (BCL)
El 9 de julio de 2025 se hace oficial su fichaje por el Saski Baskonia de la Liga Endesa española hasta el verano de 2028, tras pagar la cláusula de rescisión a su anterior equipo.

### Selección nacional
En 2014, jugó con la selección nacional de Letonia el europeo Sub-16, donde fue plata con 13,4 puntos, 5,9 rebotes y 1,9 asistencias por partido.
[actualizar]
Durante agosto y septiembre de 2023 fue integrante de la selección de Letonia que participó en el Mundial de 2023 celebrado en Asia, y que finalizó en quinto lugar.

## Estadísticas de su carrera en la NBA

### Temporada regular
| Año     | Equipo    | PJ  | PT | MPP  | %TC  | %3P  | %TL   | RPP | APP | ROB | TPP | PPP |
| ------- | --------- | --- | -- | ---- | ---- | ---- | ----- | --- | --- | --- | --- | --- |
| 2018-19 | Brooklyn  | 63  | 46 | 20.5 | .450 | .315 | .783  | 3.9 | .8  | .7  | .4  | 8.5 |
| 2019-20 | Brooklyn  | 47  | 9  | 14.6 | .446 | .367 | .632  | 2.9 | 1.1 | .5  | .1  | 4.6 |
| 2020-21 | Brooklyn  | 5   | 0  | 3.2  | .333 | .500 | –     | .6  | .4  | .0  | .0  | .6  |
| 2020-21 | Houston   | 11  | 0  | 6.8  | .238 | .133 | .500  | 1.0 | .4  | .5  | .4  | 1.2 |
| 2020-21 | Milwaukee | 5   | 0  | 6.8  | .625 | .750 | 1.000 | 1.8 | .8  | .6  | .0  | 3.0 |
| Total   | Total     | 131 | 55 | 16.1 | .444 | .329 | .739  | 3.1 | .9  | .6  | .3  | 6.0 |

### Playoffs
| Año   | Equipo   | PJ | PT | MPP  | %TC  | %3P  | %TL  | RPP | APP | ROB | TPP | PPP |
| ----- | -------- | -- | -- | ---- | ---- | ---- | ---- | --- | --- | --- | --- | --- |
| 2019  | Brooklyn | 4  | 3  | 17.0 | .400 | .250 | .778 | 5.0 | .8  | .5  | .0  | 6.3 |
| 2020  | Brooklyn | 4  | 1  | 14.5 | .550 | .000 | .000 | 3.3 | .8  | .3  | .5  | 5.5 |
| Total | Total    | 8  | 4  | 15.8 | .475 | .125 | .636 | 4.1 | .8  | .4  | .3  | 5.9 |

## Vida personal
Su hermano menor, Artūrs (n. 2000) es también jugador profesional de baloncesto.
En el verano de 2019, se presentó en una comisaría de policía de Brooklyn tras la denuncia de su exnovia y fue puesto en libertad sin fianza por resolución judicial. Según varios informes, los fiscales dijeron en la corte que Kurucs había discutido con su novia y había amenazado con suicidarse. Además, según estos informes, el jugador la estranguló, la arrojó sobre una cama y la abofeteó. La novia de Kurucs necesitó atención médica tras de sufrir lesiones en las costillas, las manos y la cara, pero también se supo que la pareja viajó al día siguiente a Las Vegas y no fue hasta que ambos rompieron la relación que la mujer denunció el caso en los juzgados. El caso se resolvió con un acuerdo sin cargos penales que le obligará a completar un programa de violencia doméstica de 16 semanas.